# Hans-Joachim Schilling
Hans-Joachim Schilling (* 10. Juli 1927 in Braunschweig) ist ein deutscher Jurist. Er war von 1992 bis 1995 Präsident des Oberverwaltungsgerichts des Landes Sachsen-Anhalt.

## Leben

### Ausbildung
Hans-Joachim Schilling studierte von 1948 bis 1952 Rechtswissenschaften an der Georg-August-Universität Göttingen und legte die erste juristische Staatsprüfung 1952 ab. Er legte die zweite juristische Staatsprüfung 1956 ab.

### Laufbahn
Schilling wurde 1956 Assessor beim Landgericht Braunschweig. Es folgte 1958 eine Abordnung an die Niedersächsische Staatskanzlei. Sodann wurde er 1959 Staatsanwalt und 1961 Verwaltungsgerichtsrat am Verwaltungsgericht Braunschweig. Anschließend wurde er 1967 Oberverwaltungsgerichtsrat, 1974 Vorsitzender Richter und 1983 Vizepräsident am Oberverwaltungsgericht für die Länder Niedersachsen und Schleswig-Holstein. Im Jahr 1991 wurde er an das Bezirksgericht Magdeburg abgeordnet.
Von 1992 bis 1995 war er der erste Präsident des Oberverwaltungsgerichts des Landes Sachsen-Anhalt.